# 鈴木重三
鈴木 重三（すずき じゅうぞう、1919年3月30日 - 2010年9月1日）は、日本の近世文学・美術の研究者。白百合女子大学教授を歴任。

## 来歴
東京生まれ。東京帝国大学文学部国文学科卒。国立国会図書館司書監、白百合女子大学教授を歴任。浮世絵研究に始まり、晩年は曲亭馬琴の中期読本を編纂していた。1989年、勲三等瑞宝章を受章。

## 著書
- 絵本と浮世絵 江戸出版文化の考察 美術出版社, 1979

## 編纂・校訂
- 日本版画美術全集 別巻 日本版画便覧 講談社, 1962
- 浮世絵文献目録 針ケ谷鐘吉共編 味灯書屋, 1962
- 弓張月・里見八犬伝 さ・え・ら書房, 1963 (私たちの日本古典文学)
- 人間北斎 緑園書房, 1963 (原色版浮世絵文庫)
- 浮世絵美人画・役者絵 第6 写楽 講談社, 1966
- 浮世絵名作選集 第13 北斎 第1 山田書院, 1967
- 浮世絵名作選集 第8 国芳 山田書院, 1968
- 広重 日本経済新聞社, 1970
- 浮世絵大系 10  国貞・国芳・英泉 集英社 1974
- 浮世絵 ベベール・コレクション ジャック・ヒリア,安達豊久共編 日本経済新聞社, 1976
- 浮世絵の美百選 安達豊久共編 日本経済新聞社, 1981
- 名品揃物浮世絵 ぎょうせい, 1991-1992
- 国芳 歌川国芳 編著　平凡社, 1992
- 馬琴中編読本集成 第1－15巻 曲亭馬琴 徳田武共編 汲古書院, 1995－2006
- 新日本古典文学大系 偐紫田舎源氏 柳亭種彦 岩波書店, 1995
- 葛飾北斎伝 飯島虚心 岩波文庫, 1999
- 広重東海道五拾三次 歌川広重 木村八重子,大久保純一共著 岩波書店, 2004